# Corallimorphidae
Famille
Les Corallimorphidae sont une famille de cnidaires anthozoaires de l'ordre des Corallimorpharia.

## Liste des genres
Selon World Register of Marine Species (28 janvier 2021) :
- genre Corallimorphus Moseley, 1877 — 6 espèces
- genre Corynactis Allman, 1846 — 16 espèces
- genre Paracorynactis Ocaña, den Hartog, Brito & Bos, 2010 — 1 espèce
- genre Pseudocorynactis den Hartog, 1980 — 1 espèce

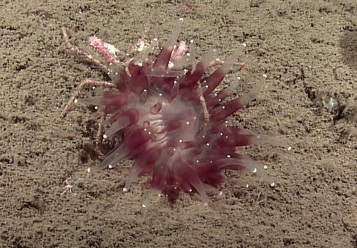
Corallimorphus pilatus
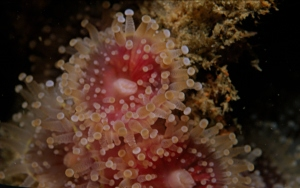
Corynactis annulata